# Ron Harbertson
Ronald Harbertson (sinh ngày 23 tháng 12 năm 1929) là một cựu cầu thủ bóng đá người Anh thi đấu ở vị trí tiền đạo tầm xa.

## Sự nghiệp
Sinh ra ở Redcar, Harbertson thi đấu cho North Shields, Newcastle United, Bradford City, Brighton & Hove Albion, Grimsby Town, Ashington, Darlington, Lincoln City, Wrexham và Grantham.